# Lillsjön (Delsbo socken, Hälsingland, 684980-155050)
Lillsjön är en sjö i Hudiksvalls kommun i Hälsingland och ingår i Delångersåns huvudavrinningsområde. Sjön har en area på 0,0659 kvadratkilometer och ligger 94,6 meter över havet.

## Delavrinningsområde
Lillsjön ingår i det delavrinningsområde (684988-155036) som SMHI kallar för Mynnar i Södra Dellen. Medelhöjden är 114 meter över havet och ytan är 3,94 kvadratkilometer. Det finns ett avrinningsområde uppströms, och räknas det in blir den ackumulerade arean 8,57 kvadratkilometer. Vattendraget som avvattnar avrinningsområdet har biflödesordning 2, vilket innebär att vattnet flödar genom totalt 2 vattendrag innan det når havet efter 38 kilometer. Avrinningsområdet består mestadels av skog (95 procent). Avrinningsområdet har 0,07 kvadratkilometer vattenytor vilket ger det en sjöprocent på 1,7 procent.